# Ėngel'sina Markizova
Ėngel'sina Ardanovna Markizova, detta Gelja (in russo Энгельсина Ардановна Маркизова?, più tardi Ėngel'sina Sergeevna Češkova, in russo Энгельсина Сергеевна Чешкова?; Ulan-Udė, 16 novembre 1928 – Adalia, 11 maggio 2004), è stata una storica e orientalista sovietica e poi russa, specialista nel sud-est asiatico, ha avuto notorietà da bambina dopo essere stata fotografata in braccio a Iosif Stalin nel gennaio 1936, un'immagine divenuta uno dei simboli propagandistici più duraturi dell'era staliniana, con lo slogan Grazie compagno Stalin per la nostra infanzia felice, e diffusa nelle scuole, nei campi dei pionieri e nelle istituzioni per l'infanzia.

## Biografia

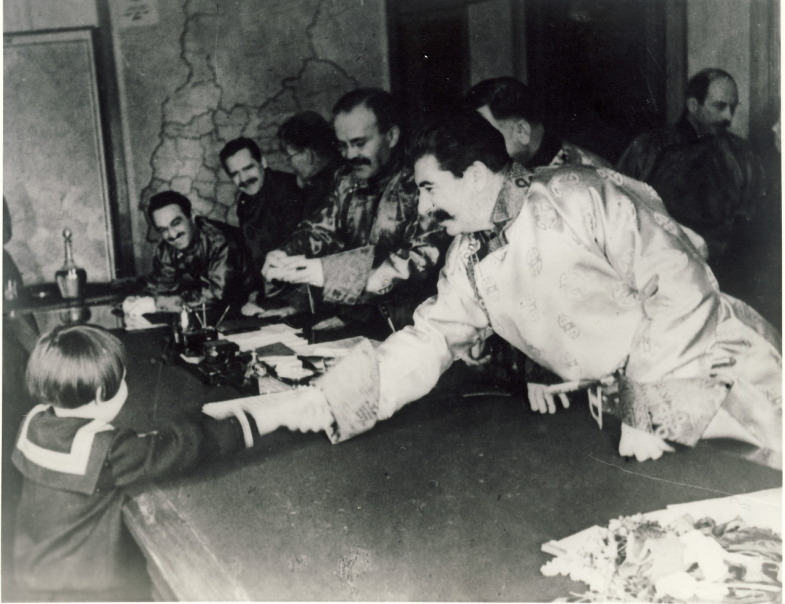
Iosif Stalin e Vjačeslav Molotov fanno regali a Gelja

Figlia del commissario del popolo per l'agricoltura della provincia autonoma buriata-mongola Ardan Markizov, nel gennaio 1936 fu ritratta in una foto con Iosif Stalin che fu successivamente utilizzata per scopi di propaganda. Gli regalò un mazzo di fiori dicendo: "Questi fiori sono per il compagno Stalin dai bambini della Repubblica buriata-mongola". Stalin poi la prese in braccio mentre le telecamere tutt'intorno riprendevano la futura iconica immagine. Il 29 giugno 1936 la foto fu pubblicata sulla prima pagina della Pravda. L'immagine si diffuse dopo la pubblicazione negli asili, negli ospedali e nelle scuole di tutta l'Unione Sovietica, e successivamente venne trasformata in una scultura in marmo da Georgij Lavrov, un famoso scultore dell'epoca che portò la Markizova a ricevere un trattamento preferenziale nelle riunioni scolastiche e del Partito Comunista.
Nel 1937 suo padre fu portato via dalla loro casa da agenti della polizia segreta, accusato di essere una spia giapponese e di aver compiuto atti di sabotaggio nel settore zootecnico, causando la morte di 40 000 capi di bestiame, su ordine dell'intelligence nipponica. Nonostante gli appelli a Stalin da parte della madre di Gelja, Dominika, fu giustiziato nel luglio 1938.
Da quel momento Ėngel'sina, che aveva un fratellino, Vladlen (nome nato dalla fusione di Vladimir e Lenin), fu considerata figlia di un nemico del popolo. Fu emarginata dai suoi compagni di classe, mentre sua madre venne imprigionata per un anno e infine deportata coi figli a Turkistan nel cui ospedale cittadino svolse l'attività di pediatra, morendo all'età di trentadue anni in quello che fu descritto come un "misterioso incidente": "un omicidio su cui le autorità non hanno mai indagato", o suicidio. Divenuta orfana, Markizova visse con la zia a Mosca e fu adottata dalla sua famiglia. Prese allora un nuovo patronimico e cognome e si chiamò Ėngel'sina Sergeevna Dorbeeva. 

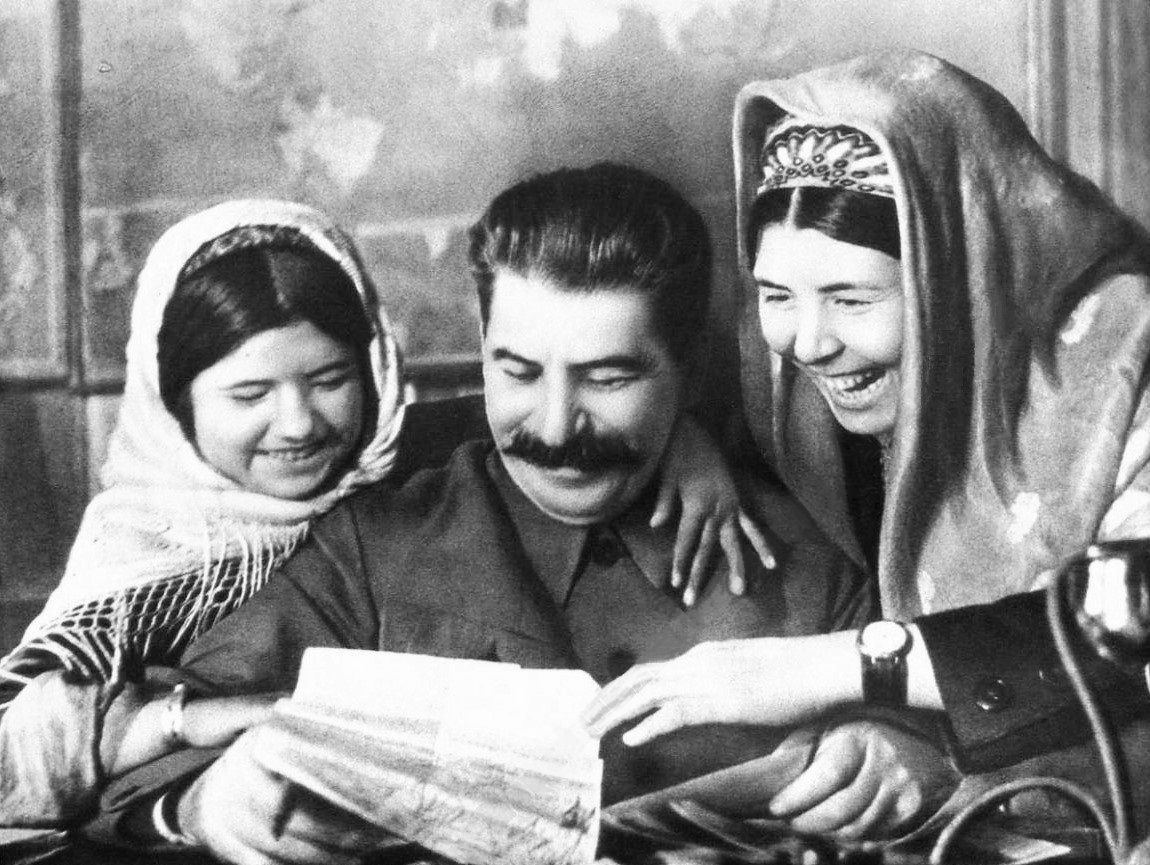
Mamlakat Nachangova, a sinistra, con Stalin e un membro del Comitato esecutivo del Partito comunista della RSS Turkmena

A questo punto, piuttosto che rimuovere o alterare le sue foto, i propagandisti sovietici decisero che era più facile modificare deliberatamente l'identità della ragazza raffigurata nelle foto e nei mosaici. Pertanto, la bambina della foto fu ufficialmente identificata come l'undicenne Mamlakat Nachangova, una ragazza tagika che si era guadagnata l'Ordine di Lenin lavorando come raccoglitrice di cotone. Le immagini iniziarono a scomparire lentamente dopo il 1953, con l'inizio della destalinizzazione.
Più tardi, Markizova divenne una studiosa orientalista, specializzata in Cina e India. Solo dopo la morte di Stalin, conobbe, come il resto della Russia, il sanguinoso periodo della dittatura stalinista.
Georgij Lavrov, che immortalò l'immagine di lei nel marmo, fu nel 1938 arrestato con l'accusa di attività antisovietica e condannato a cinque anni di prigionia da scontare nei campi di Kolyma. Liberato nel 1943, fu riabilitato nel 1954.

## Vita privata
Ėngel'sina si sposò con Ėrik Naumovič Komarov (1927-2013), un orientalista indologo, che nel 1959-1961 ricoprì la carica di addetto culturale sovietico in India. La suocera di Ėngel'sina Sergeevna era l'architetto sovietico Lidija Komarova. Insieme al marito, Ėngel'sina lavorò in India, conobbe il Primo Ministro Jawaharlal Nehru, così come Nikita Chruščëv e Ekaterina Furceva, ministro della Cultura dell'URSS, entrambi in visita nel Paese asiatico. Dal suo matrimonio con Komarov, ebbe una figlia nel 1952: Lola Ėrikovna Komarova, divenuta in seguito una psicologa. Nel 1989 Ėngelsina divenne nonna: Lola diede alla luce un figlio, Arsenij Lopuchin.
Negli anni '60 Ėngel'sina si sposò una seconda volta con l'orientalista Marat Češkov, con il quale visse fino alla sua morte. Da questo matrimonio nacque un figlio: Aleksej. Morì per un infarto mentre era in vacanza ad Adalia con il figlio.